# Rhytachne robusta
Rhytachne robusta är en gräsart som beskrevs av Otto Stapf. Rhytachne robusta ingår i släktet Rhytachne och familjen gräs. Inga underarter finns listade i Catalogue of Life.